# Campamentos de brujas

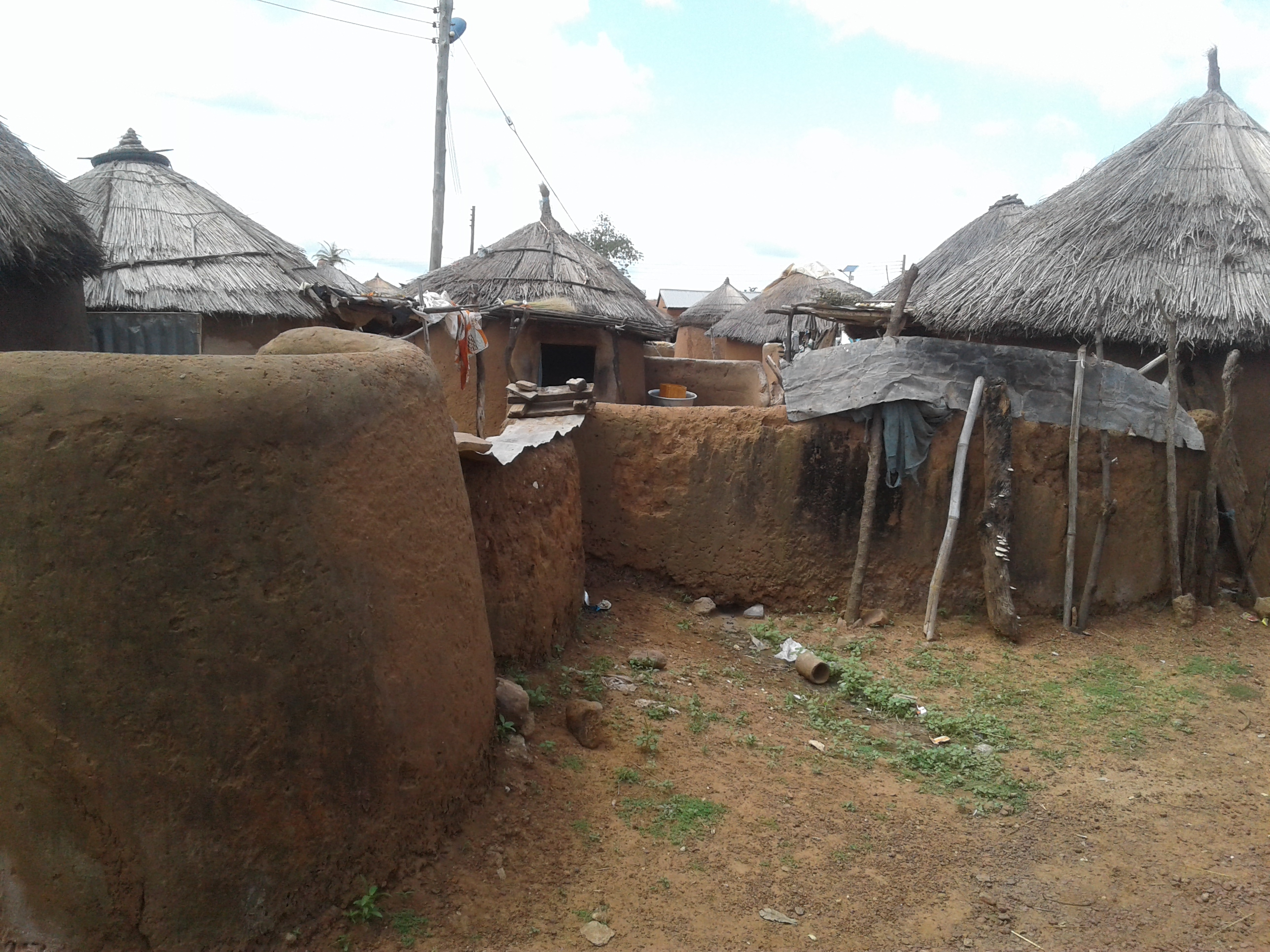
Campamento de brujas en Nalerigu, Ghana

Los campamentos de brujas son asentamientos a los que las mujeres de Ghana que han sido acusadas de brujería pueden huir en busca de seguridad. Las mujeres en dichos campamentos han sido acusadas de brujería por diversas razones, incluida la enfermedad mental. Se cree que algunos campamentos fueron creados a principios del siglo XX. El Gobierno de Ghana ha adoptado medidas para eliminarlos. En 2016, se estimaba que unas 3.000 mujeres ganhesas vivían aisladas en este tipo de campamentos después de haber sido acusadas de brujería .

## Descripción
Las mujeres sospechosas de ser brujas a veces huyen a campamentos de brujas en busca de seguridad, a menudo para evitar ser linchadas por sus vecinos.
Muchas mujeres en esos campamentos son viudas; se cree que sus familiares las acusan de brujería para apoderarse de las posesiones de sus difuntos esposos. Muchas de ellas también padecen enfermedades mentales, un fenómeno poco comprendido en Ghana. En un campamento de Gambaga, en el norte, las mujeres reciben protección del jefe tribal y, a cambio, le pagan y trabajan en sus campos.
En 2015, la Coalición de Ghana para la Campaña contra las Acusaciones de Brujería (AWACC-Ghana) informó que el número de mujeres que residen en campamentos de brujas estaba aumentando y que los suministros de alimentos allí son insuficientes. Un informe de 2022 de la organización benéfica Humanist Global Charity señaló que las condiciones seguían siendo muy difíciles con viviendas e infraestructuras inadecuadas.

## Ubicaciones
En 2012 había al menos seis campamentos de brujas en Ghana, que albergaban unas 1.000 mujeres. Los campamentos se encuentran en Bonyasi, Gambaga, Gnani, Kpatinga, Kukuo y Naabuli, todos ellos en el norte de Ghana. Se cree que algunos de los campamentos se crearon hace más de un siglo.
En 2012, el gobierno de Ghana anunció que iba a cerrar los campamentos de brujas y concienciar a la población sobre el hecho de que las brujas no existen. En diciembre de 2014, la Ministra de Género y Protección Social, Nana Oye Lithur, disolvió el campamento de Bonyasi, ubicado en el distrito central de Gonja, y reintegró a sus residentes a sus comunidades. En 2015, el gobierno de Ghana ya había cerrado varios campamentos de brujas.
En 2020, había cuatro campamentos en Gambaga, Kukuo, Gnani y Kpantiga, que albergaban a más de 500 personas.

## Cambios legislativos
En julio de 2023, el Parlamento de Ghana aprobó un proyecto de ley para prohibir las acusaciones de brujería y que penaliza la práctica de acusar o etiquetar a personas como brujas. Esto ocurrió tras el asesinato en 2020 de Akua Denteh, de 90 años, en Kafaba, quien había sido acusada de brujería.
Sin embargo, en abril de 2024, el presidente ghanés aún no había dado su aprobación a este proyecto de ley.